# 吉布地法郎
吉布地法郎 （阿拉伯語: فرنك） 是吉布地的流通貨幣。貨幣編號DJF 。輔幣單位為分。1法郎=100分。

## 流通中的貨幣

### 硬幣

吉布地流通的其中八款硬幣。

- 1 法郎
  - 正面：國家名稱、年份、吉布提国徽
  - 背面：面值、銀行名稱
- 2 法郎
  - 正面：國家名稱、年份、吉布提国徽
  - 背面：面值、銀行名稱
- 5 法郎
  - 正面：國家名稱、年份、吉布提国徽
  - 背面：面值、銀行名稱
- 10 法郎
  - 正面：國家名稱、年份、吉布提国徽
  - 背面：面值、銀行名稱
- 20 法郎
  - 正面：國家名稱、年份、吉布提国徽
  - 背面：面值、銀行名稱
- 50 法郎
  - 正面：國家名稱、年份、吉布提国徽
  - 背面：面值、銀行名稱
- 100 法郎
  - 正面：國家名稱、年份、吉布提国徽
  - 背面：面值、銀行名稱
- 250 法郎
  - 正面：國家名稱、年份、吉布提国徽
  - 背面：面值、銀行名稱
- 500 法郎
  - 正面：國家名稱、年份、吉布提国徽
  - 背面：面值、銀行名稱

### 紙幣

#### 1979-1988 年
- 500 法郎
  - 正面：男人在左邊，海中有巨石，右邊有鸛科
  - 背面：兩艘船
- 1000 法郎

吉布地在1979至1988年期間使用的四款紙幣。

  - 正面：女人在左邊，中間有乘客準備坐客運火車
  - 背面：駱駝和幾個人
- 5000 法郎
  - 正面：男人在右邊，中間有叢林
  - 背面：高空向下望的景色
- 10000 法郎
  - 正面：抱著嬰兒的女子
  - 背面：魚類和港口

#### 1997-2002 年

吉布地在1997至2002年期間使用的四款紙幣。

- 1000 法郎
  - 正面：阿里·艾哈邁德·奧多姆
  - 背面：貨櫃港口
- 2000 法郎
  - 正面：少女在右邊，中間有騎駱駝的商人
  - 背面：左下角有雕像和盾牌，中間有政府大樓
- 5000 法郎
  - 正面：馬哈茂德·哈爾比
  - 背面：跳舞的人
- 10000 法郎
  - 正面：哈桑·古莱德·阿普蒂敦
  - 背面：中央銀行大樓

## 外部連結
- 唐的世界硬币画廊：Djibouti
- 罗恩·怀斯的世界纸币：Djibouti 镜像网站
- 罗恩·怀斯的世界纸币：French Afars & Issas 镜像网站
- 现代金融系统表格－库尔特·舒勒制作：Djibouti 镜像网站
- 环球货币历史：Djibouti
- 《环球金融资料》货币历史表格（ 微软试算表格式）